# Harar
Harar (szomáli nyelven Adari, a helyeik egyszerűen Geynek, „városnak” nevezik) város Etiópiában, Harar szövetségi állam székhelye.

## Elhelyezkedés
Harar az Etióp-magasföld keleti részén, Addisz-Abebától 370 km-re keletre fekszik, a tengerszint felett 1885 méteres magasságban.

## Történet
A várost valamikor a 7. és 11. század között alapították, és Északkelet-Afrika iszlám kulturális központjává vált.
Az Adali Szultánság része volt, melynek 1520-tól Abu Bakr ibn Mohamed szultán fővárosává tette. Innen indtotta Etiópia elleni hadjáratait Ahmad ibn Ibrihim al-Ghazi 1529 és 1543-ban bekövetkezett halála között. Utóda Nur ibn Mujahid építtette a város máig álló, Jugolnak nevezett falait, melyek 4 méter magasak voltak, teljesen körbevették a várost és öt kapu nyílt rajtuk. Ez az időszak volt Harar fénykora: virágzott a kultúra (pl. költészet), a kereskedelem (kávé) és a kézműipar (szövés, kosárfonás, könyvkötés), a város urai saját pénzt verettek.
A város 1875-ig őrizte meg függetlenségét, ekkor az egyiptomiak foglalták el. 1884-91 között élt itt a francia költő Arthur Rimbaud, aki kávé és fegyverkereskedelmi vállalkozását irányította a Hararból. Háza ma múzeum. 1885-ben a város visszanyerte függetlenségét, de két év múlva a Chelenqo-i csatában vereséget szenvedett II. Menelik etióp császártól, aki birodalmához csatolta azt.
Harar kereskedelmi szerepe jelentősen visszaesett, amikor az Addisz-Abeba-Dzsibuti vasútvonal megépült Ez ugyanis észak felől kerülte el a várost, és a vasút mentén 1902-ben új várost is alapítottak Új-Harar néven (ma: Dire Dawa).
1995-ben a város és néhány közeli település önálló szövetségi állammá alakult.

## Népesség
Harar népessége a 2007-es népszámlálási adatok alapján 99 321 fő, ebből 49 684 férfi (50,0%) és 49 637 nő (50,0%). 1994-ben a város lakossága 76 378 fő volt, vagyis 2007-ig átlagosan évi 2,0%-kal növekedett.
2007-ben a város lakosságának 40,6%-a amhara, 28,1%-a oromo, 11,8%-a harari, 7,9%-a guragie, 6,8%-a szomáli, 2,8%-a pedig tigrinya.
Harar népességének 48,6%-a az etióp ortodox egyház, 44,6%-a az iszlám és 6,1%-a a protestáns egyházak híve.

## Látnivalók

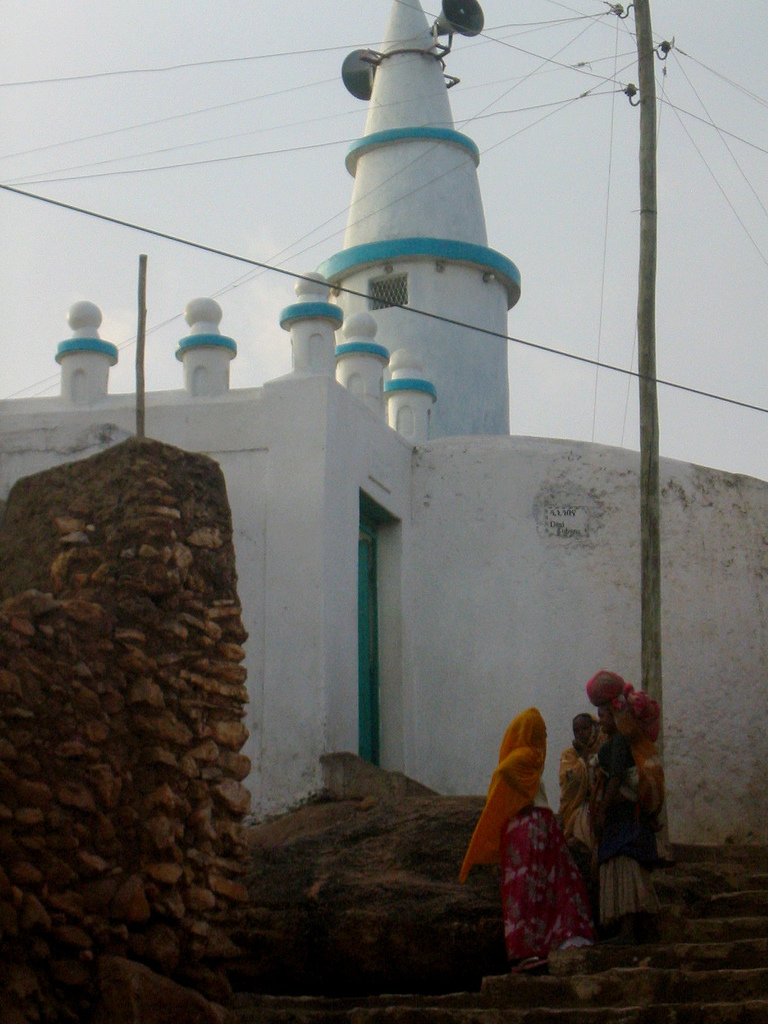
Mecset Hararban

Az óvárosban 110 mecset és rengeteg szentély található. Központja a Feres Magala tér, főbb épületei a Medhane Alem katedrális, Ras Mekonnen és Arthur Rimbaud háza, a 19. századi Jami mecset. Az 5000 fős Harar Bira Stadion a 2007-es etióp bajnok Harar Beer Bottling FC hazai pályája.
Az 1960-as évek óta a hiénák etetése egy nagyszabású éjszakai látványossággá vált.
A várostól keletre fekszik a 3000 méter magas, lapos tetejű Kondudo hegy.

## Fordítás
- Ez a szócikk részben vagy egészben  a   Harar című angol Wikipédia-szócikk fordításán alapul.  Az eredeti cikk szerkesztőit annak laptörténete sorolja fel. Ez a jelzés csupán a megfogalmazás eredetét és a szerzői jogokat jelzi, nem szolgál a cikkben szereplő információk forrásmegjelöléseként.